# إيدا ألتمان
إيدا ألتمان (بالإنجليزية: Ida Altman)‏ هي مختصة في الدراسات الهسبانية ‏ ومؤرخة أمريكية، ولدت في 1950 في واشنطن العاصمة في الولايات المتحدة.